# Sarkandiala
Sarkandiala (également orthographié Sarkandjala) est une localité située dans le département de Ouéléni de la province du Léraba dans la région des Cascades au Burkina Faso.

## Éducation et santé
La commune accueille un centre de santé et de promotion sociale (CSPS).